# Систер, Григорий Абрамович
Григорий Абрамович Систер — директор ГИАП (Научно-исследовательский и проектный институт азотной промышленности и продуктов органического синтеза), лауреат Государственной премии СССР (1969).

## Биография
Родился в 1910 г. Член ВКП(б)/КПСС с 1940 г.
Окончил Киевский химико-технологический институт (1932).
Послужной список:
- 1932—1936 Горловский азотнотуковый завод
- 1936—1939 Тамбовский завод химической аппаратуры
- 1939—1941 Харьковская опытная станция глубокого охлаждения
- 1941—1944 служба в РККА, инженер-капитан. Место службы: 13 исапбр РГК 1 Уд. А 2 ПрибФ. Награждён орденом Красной Звезды (28.12.1943)
- 1944—1952 Горловский азотнотуковый завод
- 1952—1963 Новокемеровский химический комбинат: главный инженер, директор
- 1963—1973 директор ГИАП (Научно-исследовательский и проектный институт азотной промышленности и продуктов органического синтеза). При нём построены новые проектный и научный корпуса, сформирован штат научно-исследовательских лабораторий, начато сооружение опытных установок.

Кандидат технических наук (1950).
Делегат XXII съезда КПСС (1961).
Лауреат Государственной премии СССР (1969, в составе коллектива) — за научно-техническую разработку и внедрение в народное хозяйство энерготехнологического агрегата производства азотной кислоты под давлением 7,3 атм с газотурбинным приводом компрессора и каталитической очисткой выхлопных газов от окислов азота.
Награждён орденом Трудового Красного Знамени (1963).
Сын — Владимир Григорьевич Систер (род. 1945) — советский и российский химик, специалист в области химии и технологии неорганических материалов, префект Северо-Восточного административного округа Москвы (1991—2000), член-корреспондент РАН (2003).